# Jeff Goode
Jeff Goode (...) è uno scrittore e sceneggiatore statunitense.
Ha creato numerosi show per adulti, teenager e bambini. Tra le sue creazioni più importanti vengono ricordati Undressed, la serie di Disney Channel American Dragon: Jake Long, e lo spettacolo teatrale Poona the Fuckdog.